# Việc di dân và bỏ chạy từ khối phía đông
Việc di dân và bỏ chạy từ khối phía đông là một điểm tranh cãi trong thời kỳ chiến tranh lạnh. Sau thế chiến thứ hai, việc hạn chế di dân được ban hành bởi các quốc gia trong khối phía đông, mà bao gồm Liên Xô và những nước vệ tinh của nó ở Trung và Đông Âu. Di dân chính thức chỉ được phép để đoàn tụ gia đình hay cho phép những người thuộc các dân tộc thiểu số trở về quê hương mình.
Các chính phủ khối phía đông lý luận là hạn chế việc di dân là cần thiết để ngăn ngừa khối này khỏi bị nạn chảy máu chất xám. Hoa Kỳ và các nước phương Tây cho đó là sự vi phạm nhân quyền. Mặc dù sự giới hạn này việc bỏ chạy sang phương Tây vẫn cứ xảy ra.
Sau khi Đông Đức thắt chặt việc kiểm soát biên giới vùng bị chiếm đóng của mình với Đông Đức, các khu vực thành phố ở Đông Berlin và Tây Berlin trở thành một lỗ hở, nơi mà các cuộc bỏ đi có thể xảy ra. Cái lỗ hở này được đóng lại qua việc xây dựng bức tường Berlin năm 1961. Sau đó, việc di dân từ khối phía đông bị giới hạn, trở thành những vụ bỏ chạy bất hợp pháp, di dân dân thiểu số bằng những thỏa hiệp song phương, và một số nhỏ những trường hợp khác.

## Bối cảnh

Bản đồ của các nước khối phía đông ở Âu Châu

### Đời sống ở khối phía đông

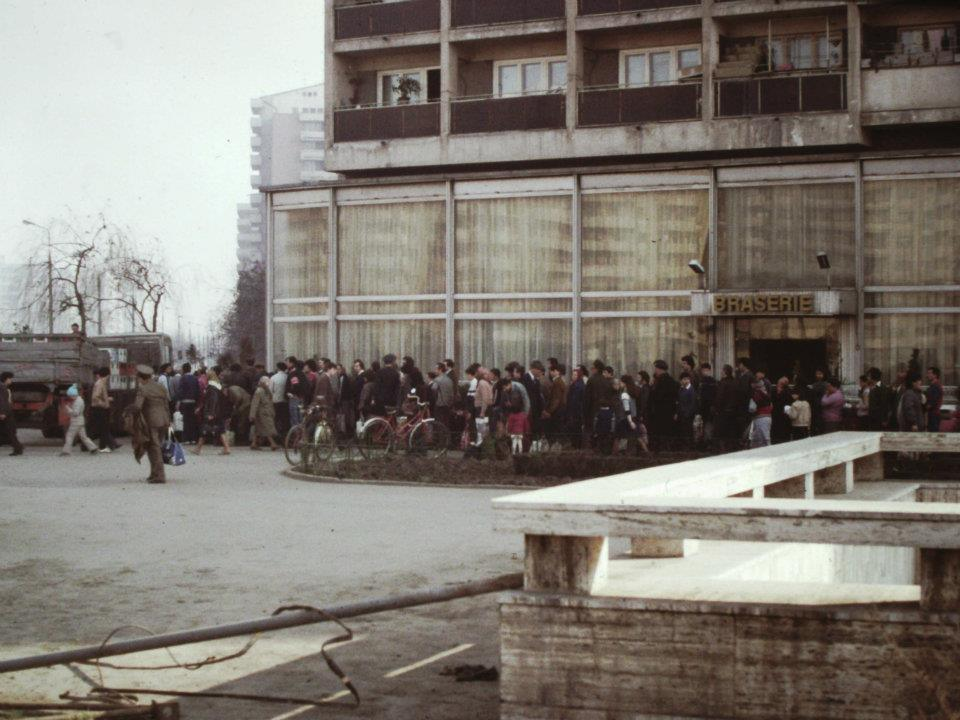
Xếp hàng để được phân phát dầu ăn ở Bucharest, Romania tháng 5 năm 1986

Khắp nơi ở khối phía đông, cả ở Liên Xô và những nước còn lại trong khối, Cộng hòa Xã hội chủ nghĩa Sô Viết Nga được xem là nước tiền tiến, được cho là naibolee vydajuščajasja nacija (quốc gia lỗi lạc nhất) và rukovodjaščij narod (dân tộc dẫn đầu). Liên Xô đề xướng sự tôn kính những hành động và đặc tính của người Nga, và hệ thống cấp bậc cộng sản Liên Xô vào các nước khác thuộc khối phía đông.
Những đặc điểm của chủ nghĩa cộng sản được đưa vào trong khối phía đông là sự cộng sinh độc nhất vô nhị của nhà nước với xã hội và kinh tế, làm cho chính trị và kinh tế mất đi những đặc tính tự lập và riêng biệt. Khởi đầu, Stalin cai quản những hệ thống từ bỏ những cơ quan đặc biệt của phương Tây thuộc kinh tế thị trường, lối điều hành dân chủ (từ của Liên Xô gọi là "Dân chủ tư sản") và pháp quyền bằng những can thiệp một cách kín đáo của chính quyền. Liên Xô cho phép chiếm sung công đất đai và tài sản tư nhân.
Những chế độ mà nổi lên ở khối này bắt chước mô hình Liên Xô, không chỉ áp dụng kinh tế chỉ huy kiểu Liên Xô, mà còn áp dụng những phương pháp tàn độc áp dụng bởi Joseph Stalin và cảnh sát mật của Liên Xô để đàn áp đối lập thật sự và cả những thành phần có thể trở thành đối lập. Các chế độ cộng sản ở khối phía đông xem những nhóm nhỏ trí thức đối lập như những đe dọa vì nó có thể làm sụp đổ những nguyên lý cơ bản mà quyền lực cộng sản dựa vào. Việc đàn áp những người bất đồng chính kiến và đối lập là những điều kiện đòi hỏi trước hết cho sự an toàn của quyền lực cộng sản trong khối phía đông, mặc dù mức độ đàn áp đối lập và bất đồng chính kiến khác nhau giữa các nước và tùy thời ở khắp khối.
Thêm vào đó, truyền thông ở khối phía đông hoạt động như một cơ quan của nhà nước, hoàn toàn lệ thuộc vào, hay làm công cụ cho các đảng cộng sản nắm quyền, với các tổ chức đài truyền thanh và truyền hình thuộc nhà nước, trong khi việc ấn loát thường thuộc về các tổ chức chính trị cũng của các đảng cộng sản cầm quyền. Hơn nữa, khối phía đông trải qua kinh nghiệm phát triển kinh tế sai lầm bởi các nhà kinh tế chỉ huy theo con đường phát triển rộng rãi thay vì mạnh mẽ, vài lùi xa những nước tương tự ở Tây Âu về GDP. Những quày hãng trống trơn trong các tiệm ngay cả ở Đông Đức cho ta một lời nhắc nhở về sự thiếu chính xác của những tuyên truyền cho là nền kinh tế phát triển rất tốt đẹp và không ngưng trệ.

## Giới hạn di dân

### Giới hạn di dân ở Liên Xô

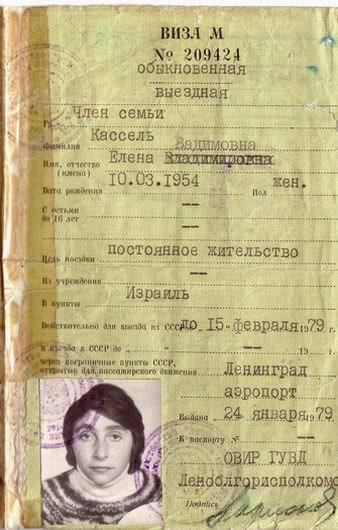
Chiếu khán Liên Xô "loại 2" hiếm có cho di dân vĩnh viễn

Mặc dù chương trình đầu tiên của phong trào Bolshevik ở Nga gồm cả một đòi hỏi "hủy bỏ hộ chiếu", chỉ 2 tháng sau Cách mạng Nga (1917), chế độ mới đã áp dụng kiểm soát hộ chiếu và cấm những người có quốc tịch của các nước tham chiến rời khỏi. Lý do một phần là việc di cư có thể vì đối lập với nhà nước xã hội chủ nghĩa và họ cũng sợ là sự di cư sẽ làm tăng mạnh các quân đội đối nghịch. Hiệp ước Brest-Litovsk 1918 ép buộc Nga phải cho phép di dân những người không phải dân Nga muốn có quốc tịch Đức, nhưng nhà cầm quyền dự định giảm dòng chảy này bằng cách chỉ cho phép ra đi trong vòng một tháng. Bắt đầu năm 1919, đi ra ngoại quốc đòi hỏi sự chấp thuận của NKVD, và với sự đồng ý của một cơ quan đặc biệt của Cheka kể từ năm 1920. Năm 1922, sau Hiệp ước thành lập Liên Xô, cả CHXHCNXV Ukraina và CHXHCNXVLB Nga ra luật tổng quát về du hành ngăn chặn trước hầu như tất cả các sự ra đi, làm cho việc di dân hợp pháp là việc không thể thực hiện được. Tuy nhiên, Liên Xô không thể kiểm soát ranh giới của mình cho đến khi một hệ thống kiểm soát biên giới được thành lập qua một quân đoàn đặc biệt của Gosudarstvennoye Politicheskoye Upravlenie (GPU), vào năm 1928, làm cho cả việc di cư bất hợp pháp cũng không còn có thể thực hiện được nữa.
Năm 1929, việc kiểm soát lại càng chặt chẽ hơn, có sắc lệnh là bất cứ các nhân viên Liên Xô nào mà phục vụ ở ngoại quốc đi sang "trại của quân thù của giới công nhân và nông dân" và từ chối không trở về sẽ bị hành quyết trong vòng 24 tiếng nếu bị bắt được. Năm 1932, khi Stalin mới bắt đầu chính sách bắt buộc tập thể hóa, để tìm ra những chỗ ở khó tìm, và để tiêu diệt những phần tử không sản xuất, họ ra luật kiểm soát hộ chiếu nội địa. Khi phối hợp với giấy phép cư trú ở các thành phố, và giới hạn tự do đi lại trong nước, những luật lệ này hạn chế việc di chuyển ngay cả trong phạm vi nhỏ. Khi hiến pháp Liên Xô 1936 được ban hành, hầu như không còn có di cư hợp nào nữa xảy ra, ngoại trừ việc xum họp gia đình rất giới hạn và vài việc đưa đi đày cưỡng ép. có một số rất nhỏ lẻn sang Romania, Persia, và Manchuria, nhưng hầu hết các dân chúng thì sống như bị giam giữ. Moskovskaya Pravda sau này mô tả quyết định di dân như là "không tự nhiên, giống như là chôn sống ai đó." Những ước muốn rời khỏi đất nước, không những chỉ bị xem là những người bỏ chạy mà còn bị coi là những kẻ phản quốc.
Việc di động sức lao động thì không thể thực hiện được nếu di dân có thể được lựa chọn khi mức sống căn bản tương đối thấp mà tồn tại vào lúc đó. Thủ tướng Liên xô Nikita Sergeyevich Khrushchyov sau này nói rằng "Chúng tôi hoảng sợ, thực sự hoảng sợ. Chúng tôi sợ sự tan băng có thể làm thoát ra cơn lụt, mà chúng ta không thể kiểm soát và có thể nhấn chìm chúng ta. Tại sao nó có thể làm chúng ta chết chìm? Nó có thể tràn ngập bờ sông Liên Xô và hình thành một cơn sóng thủy triều mà cuốn trôi đi những cản trở và để lại những bức tường của xã hội chúng ta."
Cộng thêm vào đó, việc hạn chế di dân được dùng để giữ bí mật về cuộc sống ở Liên Xô. Bắt đầu vào năm 1935, Joseph Stalin đã bắt đầu cắt đứt những đường giao thông từ bên ngoài vào các nước Cộng hòa Xã hội Xô Viết một cách hiệu quả (và cho tới khi ông ta chết), một cách hiệu quả không cho phép người ngoại quốc du hành trong Liên Xô để mà người bên ngoài không biết tới những tiến triển chính trị đã xảy ra bên trong. Trong suốt thời kỳ này, và cho tới cuối thập niên 1970, 25 năm sau cái chết của Stalin vào năm 1953, một số ít nhân viên ngoại giao và thông tín viên ngoại quốc được cho phép ở bên trong Liên Xô nhưng thường bị giới hạn trong một vài cây số của Moskva, trong khi điện thoại của họ bị nghe lén, nơi cư trú của họ bị giới hạn trong khu vực chỉ cho ngoại quốc ở, và họ thường bị theo dõi bởi nhà cầm quyền Liên Xô. Những nhà bất đồng chính kiến mà lại gần những người ngoại quốc như vậy sẽ bị bắt giữ. Trong nhiều năm sau thế chiến thứ hai, ngay cả những người biết nhiều tin tức cũng không biết con số những công dân Liên Xô bị giam giữ hay bị hành quyết, hay nền kinh tế Liên Xô đã phát triển tệ đến mức nào.

### Bỏ trốn và trục xuất người gốc Đức ở khối phía đông

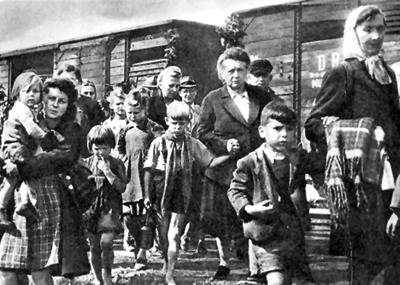
Người Đức ở Sudetenland bị trục xuất sau thế chiến thứ hai

Vào cuối và sau thế chiến thứ hai, ít nhất 12 triệu người gốc Đức (Volksdeutsche hay Reichsdeutsche) bỏ trốn hay bị trục xuất, Barbara Marshall ước tính là số người gốc Đức bỏ trốn hay bị trục xuất là khoảng 15 triệu.:6 phần lớn ở và từ những lãnh thổ bị Liên Xô chiếm đóng trở thành khối phía đông, làm cho nó trở thành việc di dân lớn nhất trong lịch sử châu Âu hiện đại. Việc trục xuất này đã được đồng minh của thế chiến thứ hai đồng ý trước khi cuộc chiến tranh chấm dứt. Ít nhất 2 triệu người đã chết trong khi bỏ chạy hay bị trục xuất, 400.000 tới 600.000 vì bạo lực. Tất cả những việc này xảy ra giữa 1944 và 1948. Con số tổng cộng bao gồm một số lớn chạy từ những vùng gần chiến trường khi hồng quân tiến vào những khu vực người Đức cư trú. Nhiều người biết về sự trả đũa của Liên Xô dối với thường dân Đức, chẳng hạn như binh lính Liên Xô hãm hiếp và phạm các tội ác khác. Tin tức của những hành động tàn bạo, như vụ thảm sát Nemmersdorf gây nhiều tranh cãi, cũng, một phần, được phóng đại và loan truyền bởi dàn máy tuyên truyền Quốc xã. Nhiều người gốc Đức cũng chạy sang nước Đông Đức tương lai, từ các nước khối phía đông.

### Di cư tập thể Đông Âu về phía Tây 1945 tới 1950
Sau khi Liên Xô chiếm đóng Đông Âu vào cuối thế chiến thứ hai, đa số người dân sống ở những vùng này ao ước độc lập và muốn quân đội Liên xô rút quân. Trong khi hàng triệu người gốc Đức bỏ đi hay bị trục xuất từ Đông Âu, vào khoảng 4 triệu người gốc Đức đã bị ngăn cản không cho di cư bởi quân đội Liên Xô hay đưa tới những vùng hẻo lánh của Liên Xô như là một phần chính sách của Stalin đối với người dân gốc Đức.:8
Trước 1950, trên 15 triệu người đã di cư từ các nước Đông Âu bị Liên Xô chiếm đóng sang phía Tây trong 5 năm ngay sau thế chiến thứ hai. Cho tới đầu thập niên 1950, biên giới giữa các vùng Đức bị chiếm đóng có thể đi qua dễ dàng. Lợi dụng đường này, con số người Đông Âu xin tị nạn chính trị ở Đức là 197.000 năm 1950, 165.000 năm 1951, 182.000 năm 1952 và 331.000 năm 1953, Một trong những lý do cho sự gia tăng nhảy vọt vào năm 1953 là sự lo sợ việc Sô Viết hóa gia tăng sẽ làm tăng thêm những hành động hoang tưởng của Joseph Stalin vào cuối 1952 và đầu 1953. 226.000 đã chốn chạy chỉ trong 6 tháng đầu 1953. Bởi vì thiếu thốn điều kiện và chỗ ở Tây Đức, theo yêu cầu của Truman năm 1952, Hoa Kỳ đã gia tăng số người được phép di cư theo "chương trình Chốn thoát tới Hoa Kỳ" (USEP). Sau cuộc cách mạng Hungary năm 1956, 171.000 người tị nạn Hungary đã vượt biên giới sang Áo, trong khi 20.000 đã sang Nam Tư.
Năm 1948, trong cuộc tranh luận về một tuyên bố chung về nhân quyền, Liên Xô đã không chấp nhận câu "Mỗi người có quyền đi ra khỏi bất cứ nước nào kể cả nước của mình." Lý luận là "nó sẽ khuyến khích di dân", Liên Xô muốn thêm câu "phù hợp với thủ tục theo luật lệ của nước đó ", mà chỉ được sự ủng hộ của Ba Lan và Saudi Arabia.

### Giới hạn di dân và biên giới các vùng Đức

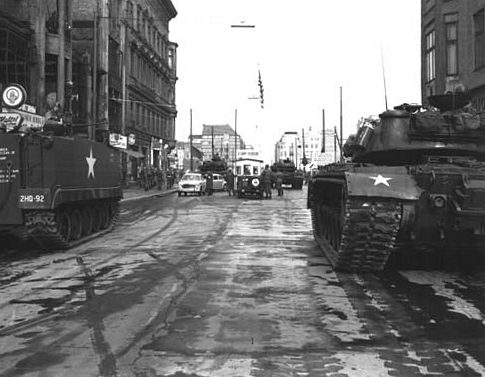
Xe tăng Mỹ và Liên Xô tại Checkpoint Charlie 1961

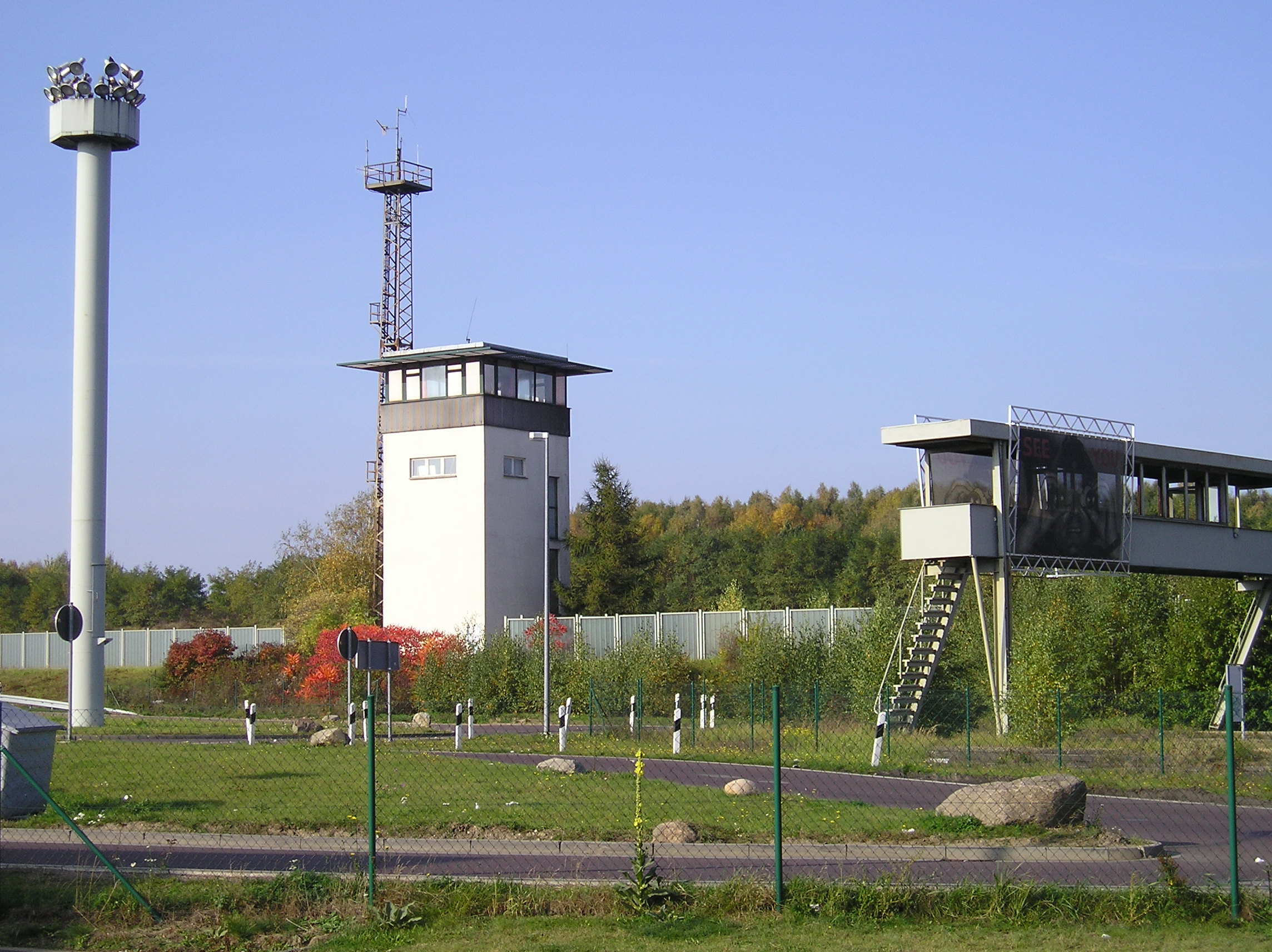
Trạm biên giới Helmstedt-Marienborn tường và cổng gác

Những giới hạn được lập ra ở khối phía đông trong thời kỳ chiến tranh lạnh làm ngưng hầu hết cuộc di dân Đông-Tây, với chỉ 13,3 triệu di dân giữa 1950 và 1990. Vào đầu thập niên 1950, phương pháp của Liên Xô để kiểm soát các di chuyển trong nước được noi theo bởi hầu hết các nước còn lại trong khối phía đông (cùng với Trung Quốc, Mongolia và Bắc Triều Tiên), với nhiều giới hạn để ngăn ngừa cuộc di dân.:8 Một nhà kinh tế Hungary nói rằng "Hiển nhiên là các nước Xã hội chủ nghĩa cũng như các nước khác ngăn ngừa các nhà chuyên môn, được huấn luyện do tiền bạc của xã hội, không được sử dụng để làm giàu các nước khác." Những phát ngôn viên Đông Âu khẳng định là họ chỉ muốn những người muốn di dân khỏi bị đưa vào tình trạng thiếu khả năng diễn tả ngôn ngữ và thiếu chuẩn bị về văn hóa. Họ cũng nhấn mạnh, cái nợ mà mỗi cá nhân thiếu nhà nước xã hội, mà là sự chăm sóc từ khi đẻ ra, bao gồm sự trợ cấp giáo dục và huấn luyện Và như vậy, họ biện hộ cho việc giới hạn di dân như là một thuế giáo dục mà nhà nước có quyền lấy lại sự đầu tư của họ. Mở một chính sách di dân sẽ tạo ra "chảy máu chất xám", bắt buộc nhà nước phải thay đổi cấu trúc lương lậu với cái giá mà các ưu tiên về kinh tế khác phải trả. Những nhà đại diện cho Bulgaria và Romania lý luận họ không thể trả lương như phương Tây, và nếu không có giới hạn di dân, họ sẽ có tình trạng như ở Phi Châu." Những giới hạn đưa một vài nước khối phía đông, mà nền kinh tế tiến bộ hơn và cởi mở hơn Liên Xô, vào tình thế lúng túng khó xử, vì những việc vượt biên giới như vậy dường như là tự nhiên, nhất là khi không có biên giới như vậy giữa Đông và Tây Đức.